# Jadwiga Rappé
Jadwiga Rappé (Toruń, 24 febbraio 1952 – Varsavia, 16 maggio 2025) è stata un contralto polacco.

## Biografia
Nata a Toruń nel 1952, studiò filologia slava all'Università di Varsavia e poi canto all'Akademia Muzyczna im. Karola Lipińskiego. Nel 1980 si classificò prima all'Internationaler Johann-Sebastian-Bach-Wettbewerb a Lipsia, mentre l'anno seguente vinse la medaglia d'oro al Festival internazionale dei giovani solisti a Bordeaux.
Fece il suo debutto operistico nel 1983 al Grande Teatro-Opera Nazionale come eponima protagonista nell'Amadigi di Gaula e nelle due stagioni successive esordì al Badisches Staatstheater Karlsruhe e al Festival di Ludwigsburg. Nel 1988 fece il suo debutto alla Royal Opera House come Erda ne L'oro del Reno, un ruolo che cantò anche in occasione del suo esordio alla Wiener Staatsoper nel 1993; nella stessa stagione apparve a Vienna anche nel Siegfried e ne Il crepuscolo degli dei. Cantò Erda anche nell'intera tetralogia de L'anello del Nibelungo al Deutsche Oper Berlin nel 1988 e all'Oper Frankfurt nel 1995. Nel 1990 ottenne un grande successo come Gaea nel Daphne ad Amsterdam. Nel 2009 fu la Badessa in Re Ruggero all'Opéra Bastille e al Gran Teatre del Liceu (un ruolo già sostenuto nel 1998 al Festival di Salisburgo), mentre nel 2012 fu la Nutrice ne L'incoronazione di Poppea al Teatro Real e Clitennestra nell'Elettra all'Opéra national de Montpellier.
Tuttavia, nel corso della sua carriere si dedicò prevalentemente alla musica sacra e corale, cantando in oltre una sessantina di incisioni discografiche di composizioni di Mozart, Bach, Mahler, Beethoven, Lutosławski e Penderecki.
Successivamente si dedicò all'insegnamento all'Università della Musica Fryderyk Chopin.
Morì nel 2025 dopo una lunga malattia.

## Discografia parziale
- Mahler - Sinfonia n. 8 - Klaus Tennstedt, London Philharmonic Orchestra e Coro, London Symphony Chorus, Eton College Boys’ Choir, Julia Varady, Jane Eaglen, Susan Bullock, Trudeliese Schmidt, Jadwiga Rappé, Kenneth Riegel, Eike Wilm Schulte, Hans Sotin, LPO LPO0052
- Mozart - Missa solemnis in do minore K 139 - Exsultate Jubilate K. 165 - Arnold Schönberg Chor/Barbara Bonney/Concentus Musicus Wien/Håkan Hagegård/Jadwiga Rappé/Josef Protschka/Nikolaus Harnoncourt, 1990 Teldec